# Chishui (Zunyi)
Chishui (chinesisch 赤水市, Pinyin Chìshuǐ Shì) ist eine chinesische kreisfreie Stadt der bezirksfreien Stadt Zunyi in der Provinz Guizhou. Sie hat eine Fläche von 1.868 km² und zählt 245.500 Einwohner (Stand: Ende 2018).

## Administrative Gliederung
Auf Gemeindeebene setzt sich die kreisfreie Stadt aus drei Straßenvierteln, neun Großgemeinden und fünf Gemeinden zusammen. Diese sind:
- Straßenviertel Shizhong 市中街道
- Straßenviertel Wenhua 文华街道
- Straßenviertel Jinhua 金华街道

- Großgemeinde Tantai 天台镇
- Großgemeinde Fuxing 复兴镇
- Großgemeinde Datong 大同镇
- Großgemeinde Wanglong 旺隆镇
- Großgemeinde Hushi 葫市镇
- Großgemeinde Yuanhou 元厚镇
- Großgemeinde Guadu 官渡镇
- Großgemeinde Changqi 长期镇
- Großgemeinde Changsha 长沙镇

- Gemeinde Bing’an 丙安乡
- Gemeinde Lianghekou 两河口乡
- Gemeinde Yaoyuan 宝源乡
- Gemeinde Shibao 石堡乡
- Gemeinde Baiyun 白云乡